# Witalij Kyryłenko
Witalij Kyryłenko. ukr. Віталій Кириленко (ur. 25 kwietnia 1968) – ukraiński lekkoatleta specjalizujący się w skoku w dal, uczestnik letnich igrzysk olimpijskich w Atlancie (1996).

## Sukcesy sportowe
- czterokrotny mistrz Ukrainy w skoku w dal – 1993, 1994, 1995, 1997[1]

| Rok  | Miasto    | Zawody             | Konkurencja  | Wynik         |
| ---- | --------- | ------------------ | ------------ | ------------- |
| 1993 | Buffalo   | Uniwersjada        | skok w dal   | brązowy medal |
| 1993 | Stuttgart | Mistrzostwa świata | skok w dal   | brązowy medal |
| 1994 | Helsinki  | Mistrzostwa Europy | rzut dyskiem | 7. miejsce    |

## Rekordy życiowe
- skok w dal – 8,27 – Kijów 26/05/1995
- skok w dal (hala) – 7,74 – Genua 29/02/1992